# Raymond Davis Jr.
Raymond Davis Jr. (14 de octubre de 1914 - 31 de mayo de 2006) fue un químico y físico estadounidense. Es conocido por liderar el Experimento Homestake en las décadas de 1960 a 1980, el cual fue el primer experimento en detectar neutrinos emitidos por el sol; por ello, compartió el Premio Nobel de 2002 con el físico japonés Masatoshi Koshiba y el físico italiano Riccardo Giacconi.

## Primeros años y educación
Davis nació en Washington D. C. Su padre era fotógrafo del Instituto Nacional de Estándares y Tecnología. Pasó varios años como niño cantor para complacer a su madre, aunque no tenía buen oído para la música. Disfrutaba asistir a los conciertos en Watergate antes de que el tráfico aéreo fuera lo suficientemente fuerte como para atenuar la música. Era muy cercano a su hermano Warren, 14 meses menor que él.
Obtuvo su licenciatura en química en 1938 de la Universidad de Maryland. También recibió una maestría de esa misma universidad y un doctorado en química física de la Universidad de Yale en 1942.

## Carrera
Durante la mayor parte de los años de la guerra, Davis estuvo en el Dugway Proving Ground de Utah observando los resultados de pruebas de armas químicas y explorando la cuenca del Gran Lago Salado en busca de evidencia de su predecesor, el lago Bonneville.
Después de su baja del ejército en 1945, Davis empezó a trabajar en el Laboratorio Mound de Monsanto en Miamisburg, Ohio, haciendo radioquímica aplicada de interés para la Comisión de Energía Atómica de los Estados Unidos. En 1948, se unió al Laboratorio Nacional de Brookhaven, que intentaba encontrar usos pacíficos para la energía nuclear.
Davis afirma que se le pidió "encontrar algo interesante en qué trabajar" y dedicó su carrera al estudio de los neutrinos, partículas que se habían predicho para explicar el proceso de la desintegración beta, pero cuya existencia separada no se había confirmado. Davis investigó la detección de neutrinos mediante la desintegración beta, el proceso por el cual un neutrino aporta suficiente energía a un núcleo para convertir ciertos isótopos estables en radioactivos. Dado que la tasa para este proceso es muy baja, el número de átomos radioactivos creados en experimentos de neutrinos es muy pequeño, por lo que Davis comenzó a investigar las tasas de procesos distintos a la desintegración beta. Utilizando barriles y tanques de tetracloruro de carbono como detectores, Davis caracterizó la tasa de producción de argón-37 como una función de la altitud y de la profundidad bajo tierra. Desplegó un detector que contenía átomos de cloro en el reactor Brookhaven en 1954 y luego en uno de los reactores del río Savannah, Carolina del Sur. Estos experimentos no lograron detectar un exceso de argón radioactivo cuando los reactores estaban en funcionamiento o cuando estaban apagados, y esto fue tomado como la primera evidencia experimental de que los neutrinos que causaban la reacción del cloro, y los antineutrinos producidos en los reactores, eran distintos. Detectar neutrinos resultó ser considerablemente más difícil que no detectar antineutrinos. Davis fue el científico principal detrás del Experimento Homestake, el detector de neutrinos radioquímicos a gran escala que detectó por primera vez evidencia de neutrinos provenientes del sol.
En 2002, Davis compartió el Premio Nobel de Física con el físico japonés Masatoshi Koshiba y el italiano Riccardo Giacconi por sus contribuciones pioneras a la astrofísica. Davis fue reconocido por su trabajo en la detección de neutrinos cósmicos y por abordar el problema de los neutrinos solares en el Experimento Homestake. Tenía 88 años cuando recibió el premio.

## Vida personal
Davis conoció a su esposa Anna Torrey en Brookhaven y juntos construyeron un velero de madera de 21 pies, el Halcyon. Tuvieron cinco hijos y vivieron juntos en Blue Point, Nueva York, durante más de 50 años. Davis falleció en Blue Point, Nueva York, debido a complicaciones de la enfermedad de Alzheimer.

## Premios y galardones
- Premio Cyrus Comstock de la Academia Nacional de Ciencias de Estados Unidos en 1978.[8]
- Premio Bonner de la Sociedad Estadounidense de Física en 1988.[9]
- Premio Panofsky de la Sociedad Estadounidense de Física en 1992.[9]
- Premio Beatrice Tinsley de la Sociedad Astronómica Estadounidense en 1994.[10][11]
- Premio George Ellery Hale de la Sociedad Astronómica Estadounidense en 1996.[12][13]
- Premio Wolf en Física en 2000.[14]
- Medalla Nacional de Ciencia de Estados Unidos en 2001.[15]
- Premio Nobel de Física junto a Masatoshi Koshiba en 2002.[5]
- Medalla Benjamin Franklin junto a John N. Bahcall y Masatoshi Koshiba en 2003.[16]

## Trabajos destacados
Davis, Raymond Jr. (1953). "Attempt to detect the Antineutrinos from a Nuclear Reactor by the 37Cl (ν, e−) 37Ar Reaction". Physical Review. 97 (3): 766. Bibcode:1955PhRv...97..766D. doi:10.1103/PhysRev.97.766. – No detección de antineutrinos con cloro.
Davis, Raymond Jr. (1964). "Solar Neutrinos II, Experimental". Physical Review Letters. 12 (11): 303. Bibcode:1964PhRvL..12..303D. doi:10.1103/PhysRevLett.12.303. – Propuesta para el Experimento Homestake.
Cleveland, B. T.; et al. (1998). "Measurement of the solar electron neutrino flux with the Homestake chlorine detector". Astrophysical Journal. 496 (1): 505–526. Bibcode:1998ApJ...496..505C. doi:10.1086/305343. – Resultados finales del Experimento Homestake.